# 尼日站
尼日站（站牌上彝文站名写作ꆀꏝ/nip ryp）是一个成昆线上的铁路车站，位于四川省凉山彝族自治州甘洛县乌史大桥镇（原属阿兹觉乡）卡尔村尼日组，建于1966年:225，目前为五等站，邮政编码为616856。目前客运办理旅客乘降，每日有一对慢车停靠；不办理货运业务。
车站站场沿大渡河布置，设有3条股道，有效长度分别为849、867、892米，部分站场位于尼日车站三线大桥上:225，下行方向为毛头马3号隧道。1987年铁路部门在车站昆端咽喉修建120.95的棚洞一座，于1989年完工。在瀑布沟水电站工程中，施工单位在车站站场新建一座钢架棚洞、一座墙式棚洞和一座防雾墙，以减缓日后电站泄洪时对线路的影响。其中钢架棚洞系在既有棚洞的基础上向上行方向延长401米。

## 事故灾害
尼日站曾发生过因调度办错进路，使列车误入安全线的事故。由于车站安全线尽头即是大渡河，此次事故引发了铁路设计部门对于“安全线不安全”的担忧与反思:43。
车站发生过多次落石事故，落石造成将股道压上站台、砸坏道岔、信号机、扳道房、击中列车等灾害。1984年9月6日，车站昆明侧咽喉山体发生崩塌，2000米立方米的落石掩埋了车站1道、Ⅱ道，造成线路中断6小时44分，随后铁路部门在该处修建棚洞一座。

## 图片

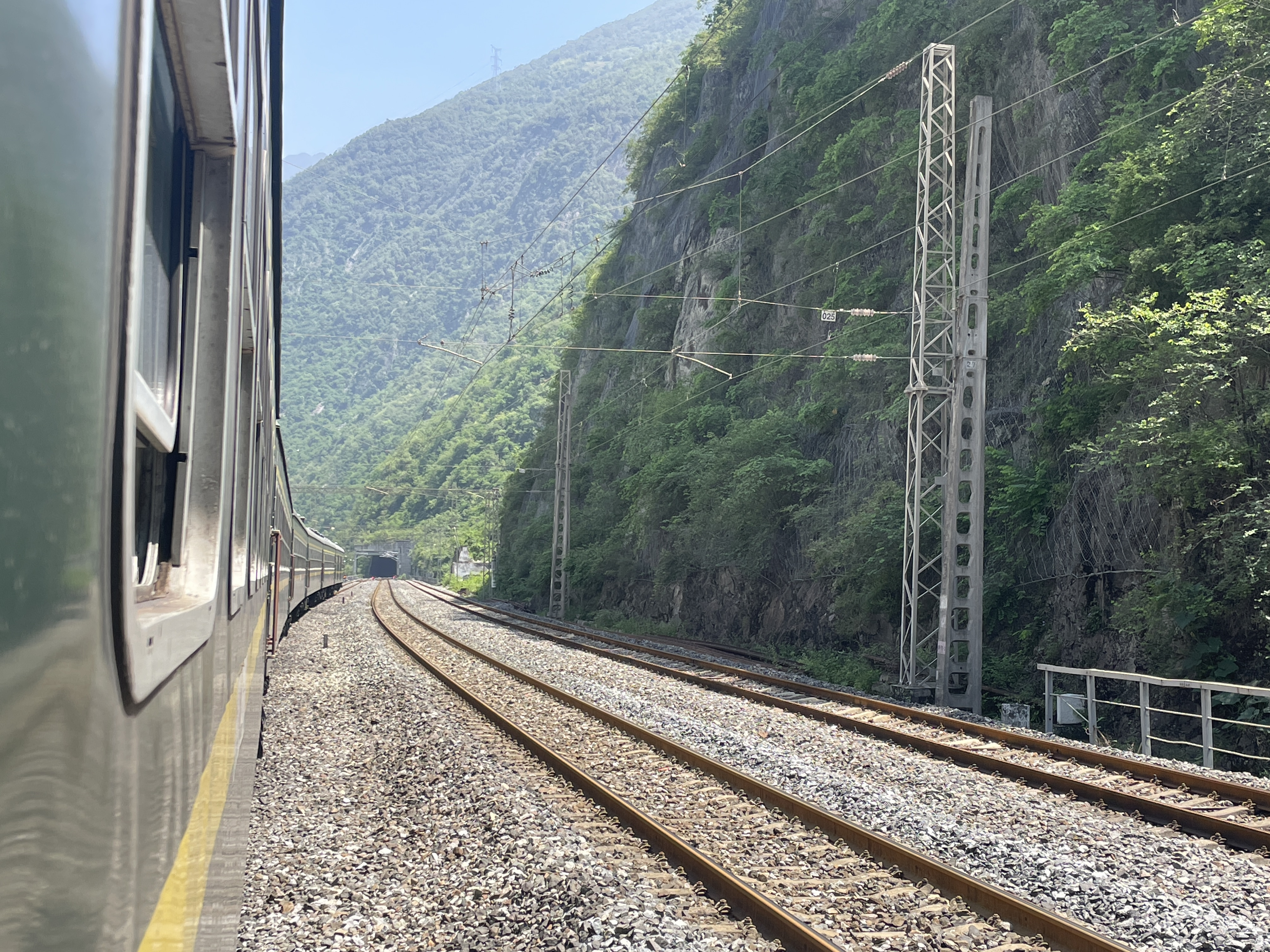
车站站场（上行）
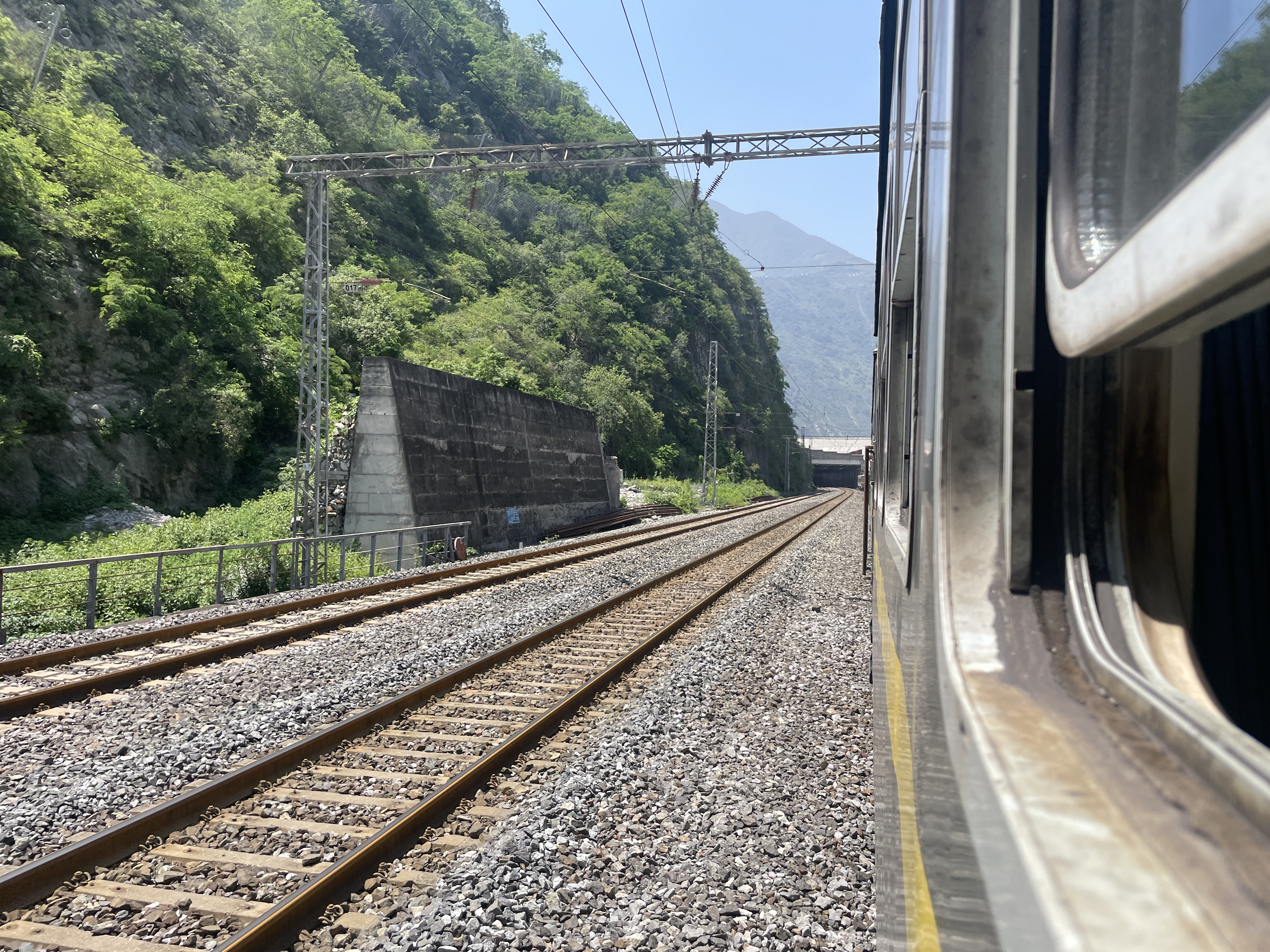
车站站场（下行）
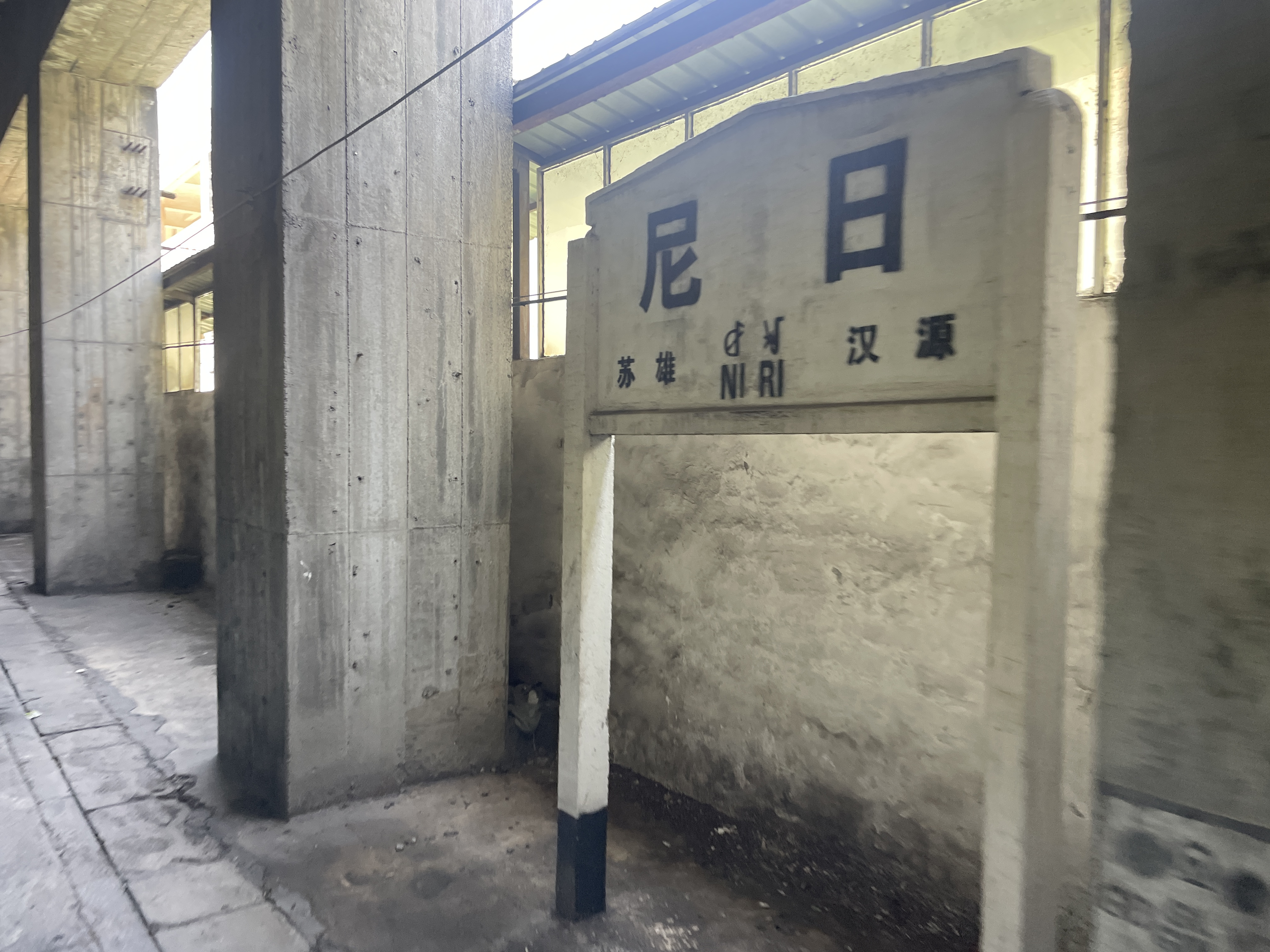
车站站牌
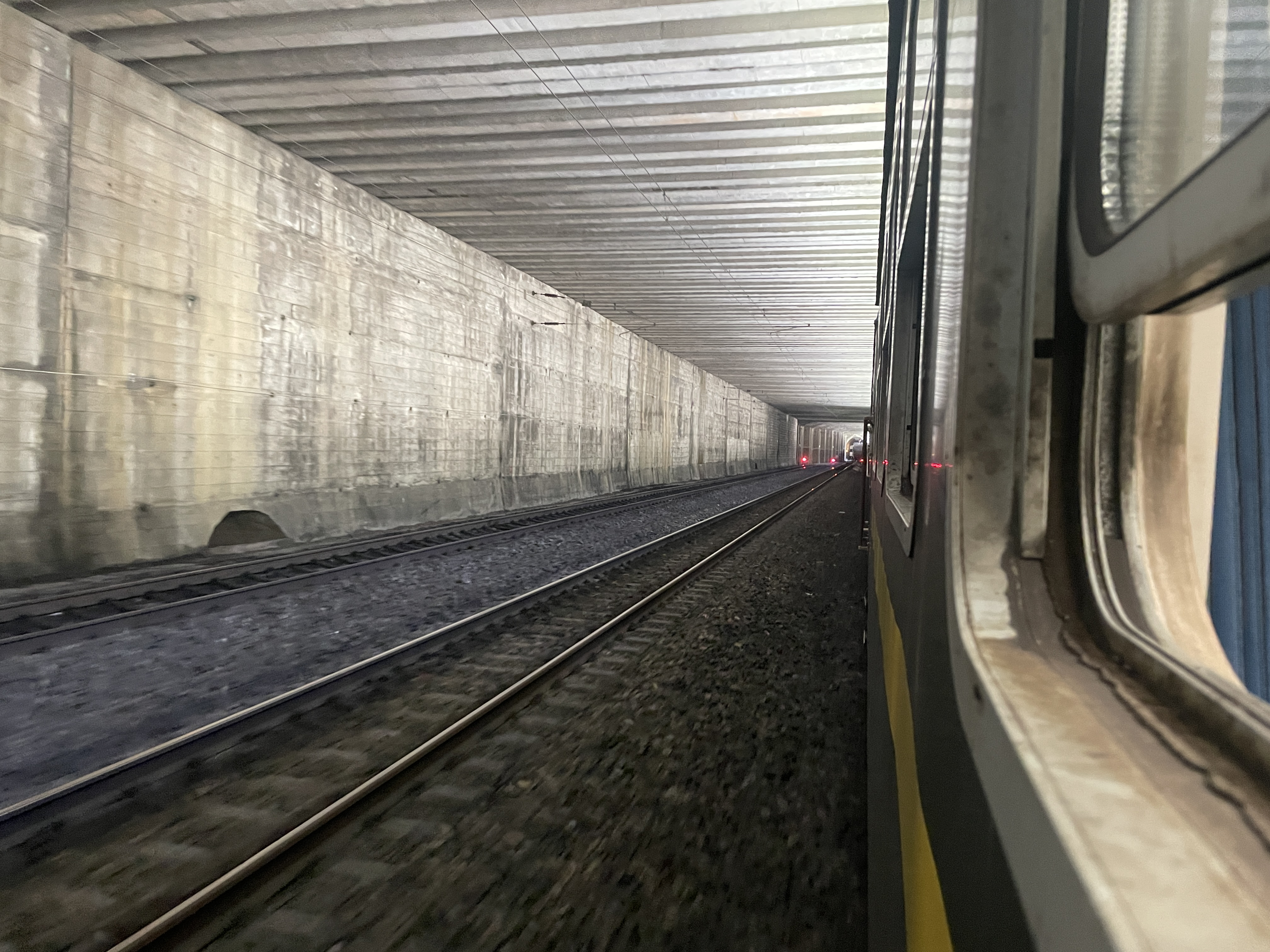
棚洞内站场
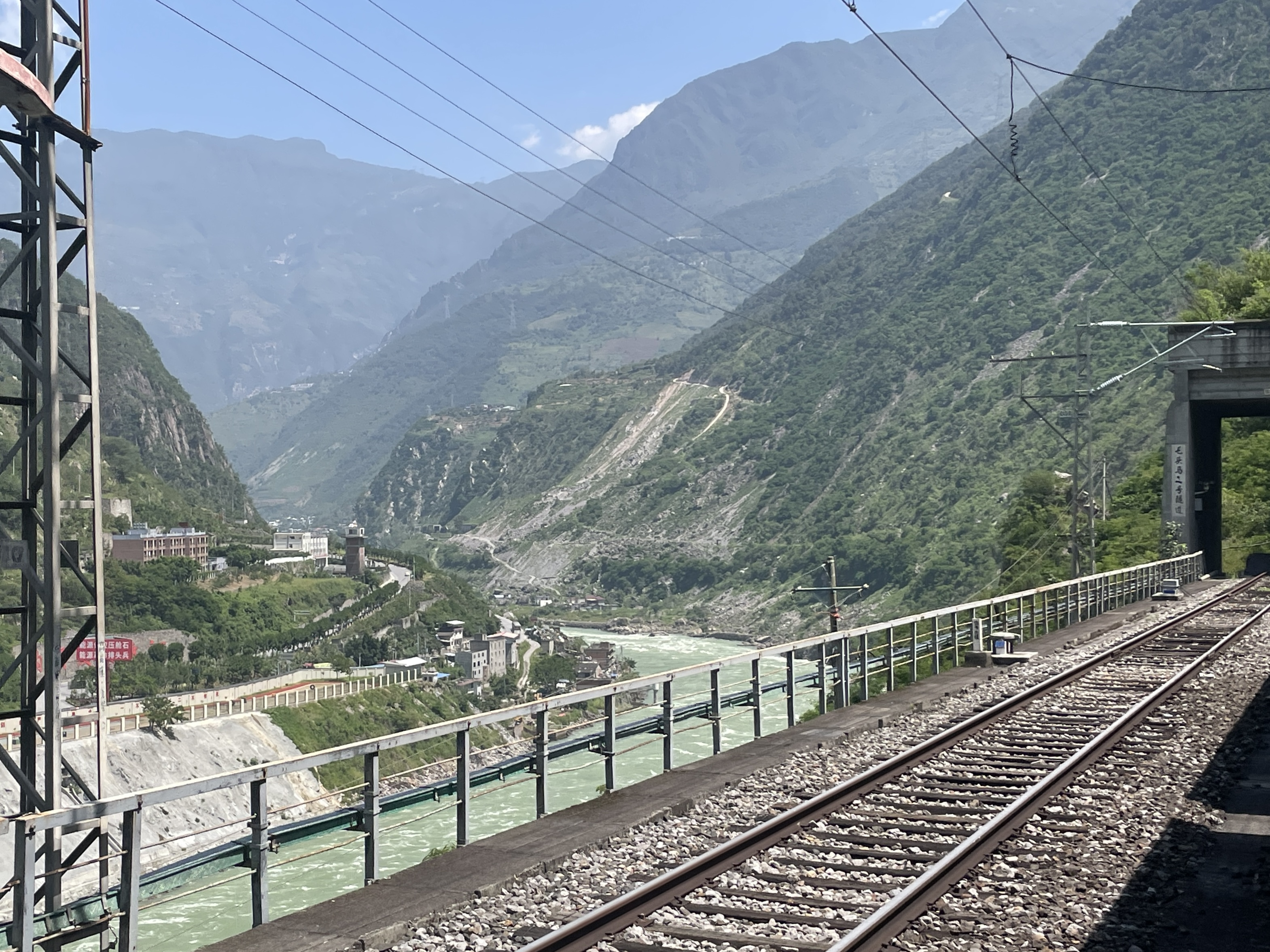
车站安全线